# Viktor Frankl
Viktor Emil Frankl (26 tháng 3 năm 1905 - ngày 2 tháng 9 năm 1997) là một nhà thần kinh học và bác sĩ tâm thần người Áo và là một người sống sót sau nạn Holocaust. Frankl là người sáng lập của liệu pháp ý nghĩa, đó là một hình thức phân tích hiện sinh, các "Trường phái tâm lý thứ va Viên". Cuốn sách bán chạy nhất của ông Đi tìm lẽ sống (được xuất bản dưới một tựa khác vào năm 1959: From Death-Camp to Existentialism, và được xuất bản lần đầu năm 1946 với tựa Trotzdem Ja Zum Leben Sagen: Ein Psychologe erlebt das Konzentrationslager, tiếng Anh Nevertheless, Say "Yes" to Life: A Psychologist Experiences the Concentration Camp) ghi lại trải nghiệm của ông khi là tù nhân ở trại tập trung, đã khiến ông khám phá ra tầm quan trọng của việc tìm kiếm ý nghĩa trong tất cả các dạng sự sống, thậm chí cả những dạng tàn bạo nhất, và do đó, là một lý do để tiếp tục sống. Frankl đã trở thành một trong những nhân vật chính trong liệu pháp hiện sinh và là một nguồn cảm hứng nổi bật cho các nhà tâm lý học nhân bản.
Frankl đã nhìn thấy ba nguồn ý nghĩa cơ bản của đời người: thành tựu trong công việc, sự quan tâm chăm sóc đối với những người thân yêu và lòng can đảm khi đối mặt với những thời khắc gay go của cuộc sống. Đau khổ tự bản thân nó không có ý nghĩa gì cả, chính cách phản ứng của chúng ta mới khoác lên cho chúng ý nghĩa. Frankl đã viết rằng một người "có thể giữ vững lòng quả cảm, phẩm giá và sự bao dung, hoặc người ấy có thể quên mất phẩm giá của con người và tự đặt mình ngang hàng loài cầm thú trong cuộc đấu tranh khắc nghiệt để sinh tồn".

## Danh ngôn
| “               | Chúng ta mong đợi điều gì từ cuộc sống thì không quan trọng, mà quan trọng là cuộc sống mong đợi điều gì từ chúng ta. Hãy thôi hỏi ý nghĩa của cuộc sống này, mà thay vào đó, từng ngày từng giờ tự hỏi bản thân sống như thế nào để có ý nghĩa | ” |
| — Viktor Frankl | |   |